# 蕃地 (關山郡)
臺東廳關山郡蕃地於昭和十二年（1937年）成立，轄區包括今臺東縣海端鄉與延平鄉（不含鸞山村）。

## 行政區劃
轄域內分為：
- 今海端鄉：

丹那社（大埔）、パリラン社（1933年併入大埔）、マンテウ社（網綢/錦屏）、ダイロン社（大崙，1937年～1938年併入網綢）、カウトウ社（坑頭，1937年～1938年併入網綢）、ササビ社（1935年廢）、トコバン社（1934年廢）、ブラクサン社（無樂散，1934年廢）、シンブロ社（新武路）、ハビ社（宏可，1943年併入新武路）、サクサク社（1938年～1939年併入新武路與海卓端）、エバコ社（下馬谷）、ブルブル社（霧鹿）、バカス社（1932年～1933年併入霧鹿）、リト社（利稻，包括10社）、マスボル社（麻須保留，1933年～1940年併入利稻）、ハイトトワン社（海卓端/海端）、パラクタウ社（1934年廢）、楠社（紅石）、マハブ社（1933年併入楠）、里壠山社（崁頂，1941年～1942年由部分マカリワン、拉庫拉庫與ハイオン建立）、マカリワン社（麻加里碗，1941年～1942年併入里壠山與加拿典）、ラクラク社（拉庫拉庫，1941年～1942年併入里壠山與加拿典）、ハイオン社（1941年～1942年併入里壠山與加拿典）、カナロク社（加奈鹿/加樂，由部分ササビ建立）、カナテン社（加拿典）
- 今延平鄉：

ボクラブ社（波庫拉武/武陵，1931年～1942年由加拿水、カルカラズ與內本鹿建立）、カナスオイ社（加拿水，1931年～1934年併入波庫拉武）、カルカラズ社（1931年～1934年併入波庫拉武）、スンネンスン社（蘇儂頌/永康）、カアルマン社（1943年併入蘇儂頌）、タルナス社（太魯那斯/鹿鳴）、パシカウ溪社（北絲鬮溪/桃源，1931年～1942年由內本鹿建立）、紅葉谷社（紅葉，1941年～1942年由內本鹿建立）、ナイホンロク社（內本鹿，包括14社）

## 設施

### 主要駐在所
- 關山越嶺道路：楠駐在所→ハイトトワン（海端）駐在所→鈴鹿駐在所→逢坂駐在所→新武路駐在所→大崙溪駐在所→佳保駐在所→エバコ（下馬谷）駐在所→二見駐在所→ブルブル（霧鹿）駐在所→リト（利稻）駐在所→マテングル（摩天繰）駐在所→カイモス（戒莫斯） 駐在所→ハリポソン（哈利卜松）駐在所→向陽駐在所→溪頭駐在所→關山駐在所（→高雄州旗山郡蕃地）
  - 支線：大崙溪駐在所→箱根駐在所→サクサク（沙庫沙庫）駐在所→エバコ（下馬谷）駐在所

- 內本鹿越嶺道路：北絲鬮溪駐在所→溫泉駐在所→清水駐在所→楓駐在所→嘉嘉代駐在所→桃林駐在所→橘駐在所→壽駐在所→常盤駐在所→朝日駐在所→出雲駐在所（→高雄州旗山郡蕃地）

### 教育
- 今海端鄉：
  - 大埔教育所（今臺東縣立廣原國民小學）
  - 新武路蕃童教育所（今臺東縣立初來國民小學新武分校）
  - エバコ蕃童教育所（今臺東縣立利稻國民小學下馬分校）
  - ブルブル蕃童教育所（今臺東縣立霧鹿國民小學）
  - リト教育所（今臺東縣立霧鹿國民小學利稻分校）
  - マテングル蕃童教育所（1940年裁撤）
  - ハイトトワン蕃童教育所（今臺東縣立海端國民小學）
  - カナテン教育所（今臺東縣立加拿國民小學）

- 今延平鄉：
  - ボクラブ蕃童教育所（今臺東縣立武陵國民小學）
  - バシカウ溪教育所（今臺東縣立桃源國民小學）
  - 紅葉谷蕃童教育所（今臺東縣立紅葉國民小學）
  - 楓蕃童教育所（1940年裁撤）
  - 壽蕃童教育所（1940年裁撤）
  - 朝日蕃童教育所（1940年裁撤）
  - 中野教育所（今臺東縣立鸞山國民小學）

### 神社
- 今海端鄉：
  - 新武呂祠（鎮座日期不詳）